# Boniface Alexandre
Boniface Alexandre (n. 31 iulie 1936, Ganthier, Ouest⁠(d), Haiti – d. 4 august 2023, Port-au-Prince, Haiti) a fost un avocat haitian, fost Șef al Curții Supreme de Justiție și fost președinte al statului Haiti.
Boniface Alexandre a devenit președinte al republicii Haiti în data de 29 februarie 2004 ca urmare a demisiei fostului președinte de atunci Jean-Bertrand Aristide, care a avut loc la data de 25 februarie 2004. La vremea demisiei lui Aristide, Boniface Alexandre era Șeful Curții Supreme de Justiție a statului Haiti. Conform constituției țării, în cazul demisiei, înlăturării, decesului sau incapacitării președintelui în exercițiu, Șeful Curții Supreme de Justiție devine Șeful statului Haiti.
Pe data de 14 mai 2006, Boniface Alexandre a predat funcția de președinte al țării lui René Préval, câștigătorul alegerilor din februarie 2006.